# Attinometro
L'attinometro è un dispositivo per determinare il flusso di fotoni che attraversano un sistema di geometria specificata. Normalmente gli attinometri si usano per radiazioni elettromagnetiche nel campo del visibile e ultravioletto (UV). Fu John Herschel ad inventare nel 1825 uno strumento per misurare la radiazione solare e a chiamarlo attinometro. Il prefisso attino- deriva dal greco aktis = raggio. Normalmente si fa distinzione fra attinometri assoluti e attinometri chimici. Gli attinometri sono utilizzati in varie discipline tra le quali l'astronomia, la fotografia e la meteorologia.

## Attinometri assoluti
Gli attinometri assoluti sono apparecchiature fisiche come fotomoltiplicatori, bolometri, termopile o fotodiodi, che convertono l'energia trasmessa dai fotoni incidenti in un segnale elettrico misurabile. Queste apparecchiature richiedono una periodica calibrazione e sono di conseguenza utilizzate solo in pochi laboratori ben attrezzati.

## Attinometri chimici
Gli attinometri chimici sono sostanze chimiche che reagiscono alla luce con un rendimento quantico (Φ) noto, misurato in precedenza tramite un attinometro assoluto o un altro attinometro chimico ben noto. Misurando la quantità di sostanza reagita si può allora determinare il numero di fotoni assorbiti:
{\displaystyle \Phi ={\frac {\rm {\ numero\ di\ molecole\ reagite\ per\ unita'\ di\ tempo}}{\rm {\ numero\ di\ fotoni\ assorbiti\ per\ unita'\ di\ tempo}}}}
Gli attinometri chimici costituiscono il modo più semplice e accurato per misurare un flusso di fotoni, dato che non richiedono apparecchiature sofisticate.
Non tutte le sostanze chimiche fotosensibili si prestano a essere usate come attinometri. Un buon attinometro dovrebbe idealmente avere le seguenti proprietà:
1. la sostanza deve essere stabile termicamente, e la sua sintesi e purificazione deve essere semplice;
2. il rendimento quantico della reazione deve essere ben noto, elevato e indipendente dalla lunghezza d'onda di eccitazione, dalla concentrazione, dalla temperatura, e dalla presenza di ossigeno
3. la reazione fotochimica deve essere semplice e il metodo analitico per misurare le molecole reagite deve essere comodo e veloce.[5] In pratica non esistono sostanze che soddisfino totalmente questi criteri. Gli attinometri più noti utilizzabili in fase liquida sono i seguenti:

### Ferriossalato di potassio
Il ferriossalato di potassio K3[Fe(C2O4)3]·3H2O è usato comunemente, ed è un attinometro di semplice utilizzo e buona sensibilità per radiazioni UV e visibile nel campo 254–500 nm. Fu proposto per la prima volta da Hatchard e Parker nel 1956. In seguito ad eccitazione il ferriossalato di potassio si decompone con il seguente meccanismo:
{\displaystyle {\ce {Fe(C2O4)3^{3-}\ +\ h\nu ->Fe^{2+}\ +\ C2O4^{-}*\ +\ 2C2O4^{2-}}}}
{\displaystyle {\ce {Fe(C2O4)3^{3-}\ +\ C2O4^{-}*->Fe^{2+}\ +\ 2CO2\ +\ 3C2O4^{2-}}}}.
La quantità di cationi Fe2+ formati viene determinata molto semplicemente per via spettrofotometrica in seguito ad aggiunta di 1,10-fenantrolina: si forma un complesso di colore rosso-arancio con un massimo di assorbimento a 510 nm. Il rendimento quantico della reazione di decomposizione non è indipendente dalla lunghezza d'onda, ma i valori sono stati determinati da molti ricercatori e sono ben noti.

### Reineckato di potassio
Il reineckato di potassio, K[Cr(NH3)2(NCS)4] può essere usato con facilità nel campo 316–600 nm, e con qualche difficoltà fino a 735 nm. L'uso come attinometro fu proposto da Wegner e Adamson nel 1966. In seguito a irradiazione del complesso si ha una reazione di aquazione, dove una molecola di acqua sostituisce un legante SCN–:
{\displaystyle \mathrm {\left[Cr(NH_{3})_{2}(NCS)_{4}\right]^{-}+H_{2}O+h\nu \to \left[Cr(NH_{3})(H_{2}O)(NCS)_{3}\right]+SCN^{-}} }
Gli anioni tiocianato rilasciati sono determinati spettrofotometricamente per aggiunta di nitrato di ferro(III): si forma la specie Fe(SCN)2+ di colore rosso sangue con un massimo di assorbimento a 450 nm. Lo svantaggio principale di questo attinometro è la sua instabilità in soluzione. Infatti la stessa reazione di aquazione avviene anche termicamente, e quindi bisogna confrontare la quantità di SCN– rilasciato nella reazione fotochimica con quella prodotta in una soluzione campione tenuta al buio.

### Azobenzene
La molecola dell'azobenzene dà luogo ad una caratteristica fotoisomerizzazione cis-trans. Gauglitz fu il primo a proporlo come attinometro nel 1976.

L'isomerizzazione trans → cis può essere utilizzata per misure attinometriche nel campo 275–340 nm. L'isomerizzazione opposta cis → trans si può utilizzare negli intervalli 245–265 nm e 350–440 nm. I vantaggi principali di questo attinometro sono che la stessa soluzione può essere utilizzata più volte, e per le misure è sufficiente uno spettrofotometro. Gli svantaggi sono che il sistema è complicato dalla isomerizzazione termica cis → trans, e inoltre entrambi gli isomeri assorbono la radiazione incidente. È quindi necessaria una elaborazione più complessa dei dati.